# Drengist
Drengist is een rivier en een zeearm in Beleriand in de wereld van J.R.R. Tolkien.
De rivier de Drengist stroomt vanuit Hithlum in de zee. Het stroomde door een steile kloof in de Ered Lómin, die Cirith Ninniach genoemd werd.
Het noordelijk gebied van de zeearm wordt de Lammoth genoemd, het zuidelijk deel Nevrast. 